# Університет Тулуза 3
Університет Тулузи III — Поль Сабатьє (Université Paul Sabatier Toulouse III) — французький університет в Тулузі. Об'єднує студентів за природничими, інженерними і спортивними напрямами.
Внаслідок травневих заворушень 1968 році наказом Едгара Фора університет Тулузи, як і багато французьких університетів, розформовано на більш дрібні: Тулуза 1, Тулуза 2 і Тулуза 3. Дата заснування — 1969. Названий на честь хіміка — лауреата нобелівської премії.